# Fernanda Machado

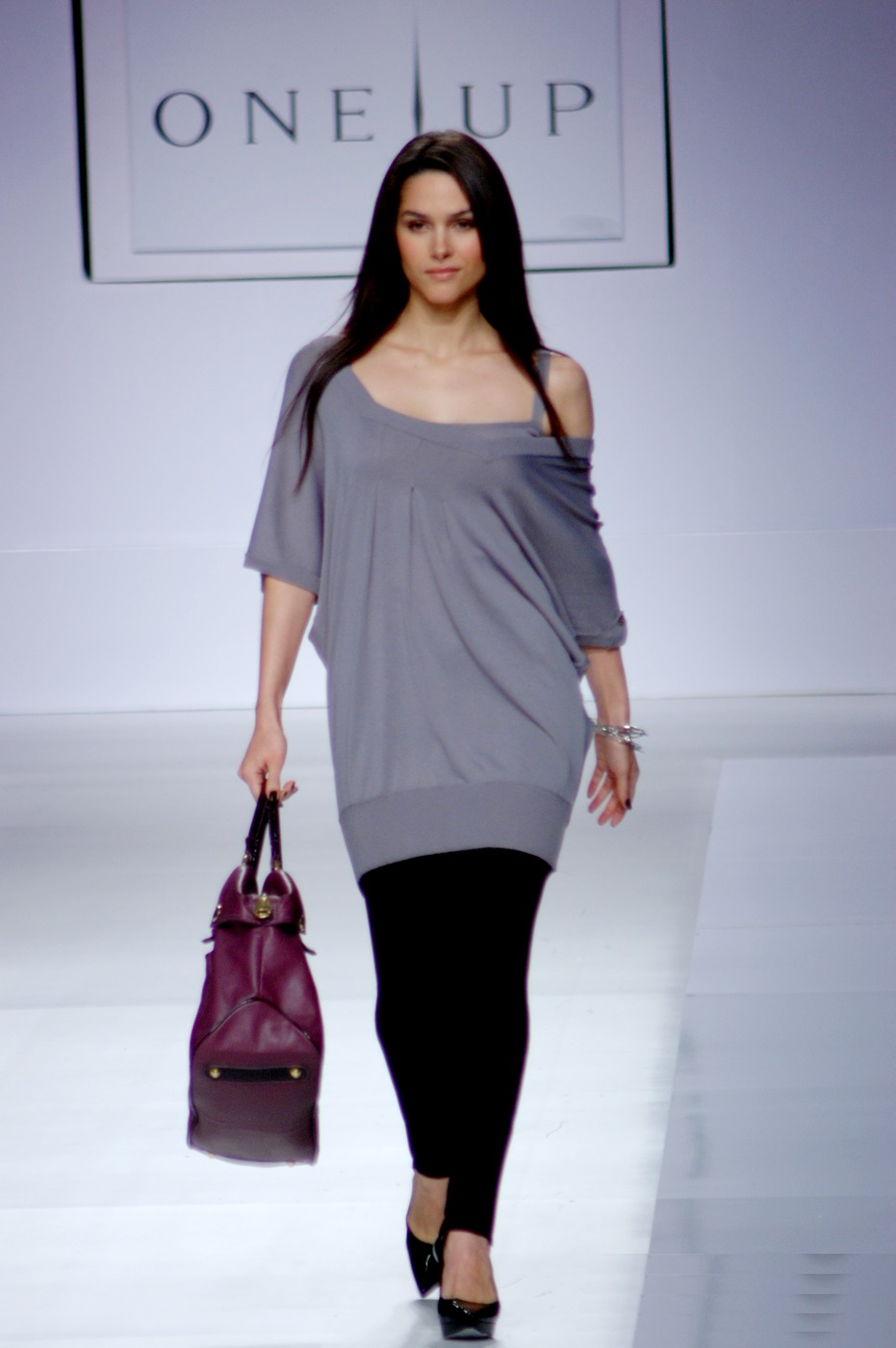
Machado (2008)

Fernanda Arrias Machado (sinh ngày 10 tháng 10 năm 1980) là một nữ diễn viên người Brazil. Cô nổi tiếng với vai diễn Maria trong phim Tropa de Elite.

## Sự nghiệp
Tác phẩm truyền hình đầu tiên của cô là vào năm 2004, khi cô đóng vai Sonya trong telenovela của Rede Globo, có tên là Começar de Novo, sản xuất bởi Antônio Calmon và Elizabeth Jhin.
Cô đóng vai Dalila trong phiên bản năm 2005  teleenovela của Rede Globo có tên là Alma Gêmea và đóng vai Joana trong telenovela Paraíso Tropical năm 2007, vai diễn này đã giúp cô giành được giải thưởng nữ diễn viên phụ xuất sắc nhất năm 2007 của TV Globo. Fernanda Machado đóng vai Laís trong phiên bản năm 2009 Teleovela Caras & Bocas của Rede Globo, sản xuất bởi Walcyr Carrasco.
Cô là một phần của dàn diễn viên trong Telenovela Insensato Coração của Rede Globo năm 2011, cô đóng vai Luciana. Nhân vật của cô đã bị giết trong một vụ tai nạn máy bay vào ngày 25 tháng 1 năm 2011. Trong năm 2013 trở lại trong tiểu thuyết Amor à Vida, theo cốt truyện, cô sẽ sống với nhân vật phản diện Leila. Sau khi đóng phim A Menina Índigo, năm 2016, Machado quyết định nghỉ việc để làm tốt vai trò làm mẹ.

## Đời tư
Fernanda đã hẹn hò với nam diễn viên Jorge Pontual, và nhiếp ảnh gia Marcelo Faustini.
Vào ngày 2 tháng 2 năm 2014, cô kết hôn với doanh nhân người Mỹ Robert Riskin tại nhà thờ São Luís Gongaza, Maringá. Vào ngày 22 tháng 6 năm 2015, cô đã sinh ra Lucca, đứa con đầu lòng của cặp đôi này. Cậu bé được sinh ra ở Santa Barbara, California.